# UCI Amèrica Tour 2008-2009
L'UCI Amèrica Tour 2008-2009 és la cinquena edició de l'UCI Amèrica Tour, un dels cinc circuits continentals de ciclisme de la Unió Ciclista Internacional. Estava format per trenta-cinc proves, organitzades entre el 5 d'octubre de 2008 i el 12 de setembre de 2009 a Amèrica.
El vencedor final a nivell individual fou el colombià Gregorio Ladino, per equips fou el Serramenti PVC Diquigiovanni, mentre en les dues classificacions per equips fou Colòmbia el vencedor.

## Evolució del calendari

### Octubre de 2008
| Data | Cursa                       | País      | Cat. | Vencedor          | Equip                                           |
| ---- | --------------------------- | --------- | ---- | ----------------- | ----------------------------------------------- |
| 5-15 | Clàssic Ciclista Banfoandes | Veneçuela | 2.2  | José Serpa        | Serramenti PVC Diquigiovanni-Androni Giocattoli |
| 6-12 | Volta a Chihuahua           | Mèxic     | 2.2  | Francisco Mancebo | Fercase-Rota dos Móveis                         |
| 20-1 | Volta a Guatemala           | Guatemala | 2.2  | Manuel Medina     | Café Quetzal Sello Verde                        |

### Novembre de 2008
| Data  | Cursa             | País    | Cat. | Vencedor         | Equip                                           |
| ----- | ----------------- | ------- | ---- | ---------------- | ----------------------------------------------- |
| 2-9   | Volta a Bolívia   | Bolívia | 2.2  | Fernando Camargo | Gobernación de Boyacá                           |
| 22-30 | Volta a l'Equador | Equador | 2.2  | Byron Guamá      | EMAAP                                           |
| 25-30 | Volta a Chiapas   | Mèxic   | 2.2  | Gregorio Ladino  | Tecos de la Universidad Autónoma de Guadalajara |

### Desembre de 2008
| Data  | Cursa              | País       | Cat. | Vencedor       | Equip         |
| ----- | ------------------ | ---------- | ---- | -------------- | ------------- |
| 14-28 | Volta a Costa Rica | Costa Rica | 2.2  | Gregory Brenes | BCR-Pizza Hut |

### Gener de 2009
| Data  | Cursa                 | País      | Cat. | Vencedor        | Equip                         |
| ----- | --------------------- | --------- | ---- | --------------- | ----------------------------- |
| 6-17  | Volta al Táchira      | Veneçuela | 2.2  | Ronald Gonzalez | Lotería del Táchira           |
| 16-17 | Giro del Sol San Juan | Argentina | 2.2  | Emanuel Saldaño | Forjar Salud/UOM              |
| 19-25 | Tour de San Luis      | Argentina | 2.1  | Alfredo Lucero  | Equip nacional de l'Argentina |

### Febrer de 2009
| Data  | Cursa                             | País                 | Cat. | Vencedor                | Equip                  |
| ----- | --------------------------------- | -------------------- | ---- | ----------------------- | ---------------------- |
| 10-22 | Volta a Cuba                      | Cuba                 | 2.2  | Arnold Alcolea          | Equip nacional de Cuba |
| 14-22 | Volta a Califòrnia                | Estats Units         | 2.HC | Levi Leipheimer         | Astana Qazaqstan Team  |
| 22-1  | Volta a la Independència Nacional | República Dominicana | 2.2  | Luis Fernando Sepúlveda | Aro & Pedal-Inteja     |
| 24-1  | Rutas de América                  | Uruguai              | 2.2  | Hernán Cline            | C.C. Alas Rojas        |

### Març de 2009
| Data  | Cursa            | País   | Cat. | Vencedor          | Equip                                           |
| ----- | ---------------- | ------ | ---- | ----------------- | ----------------------------------------------- |
| 1-8   | Volta a Mèxic    | Mèxic  | 2.2  | Jackson Rodríguez | Serramenti PVC Diquigiovanni-Androni Giocattoli |
| 26-29 | Volta a Gravataí | Brasil | 2.2  | Ramiro González   | Avai/Florianopolis/Senac/APGF                   |

### Abril de 2009
| Data  | Cursa                  | País    | Cat. | Vencedor        | Equip                     |
| ----- | ---------------------- | ------- | ---- | --------------- | ------------------------- |
| 3-12  | Volta a l'Uruguai      | Uruguai | 2.2  | Scott Zwizanski | Kelly Benefit Strategies  |
| 22-26 | Volta a Santa Catarina | Brasil  | 2.2  | Douglas Bueno   | Suzano/Flying Horse/Caloi |

### Maig de 2009
| Data  | Cursa                          | País         | Cat. | Vencedor             | Equip         |
| ----- | ------------------------------ | ------------ | ---- | -------------------- | ------------- |
| 13-17 | Doble Sucre Potosí             | Bolívia      | 2.2  | Ferney Bello Clavijo | Orbea America |
| 31    | U.S. Air Force Cycling Classic | Estats Units | 1.2  | Shawn Milne          | Team Type 1   |

### Juny de 2009
| Data | Cursa                                    | País         | Cat.   | Vencedor        | Equip                        |
| ---- | ---------------------------------------- | ------------ | ------ | --------------- | ---------------------------- |
| 3-7  | Volta al Paranà                          | Brasil       | 2.2    | Raul Cançado    | Cesc-Sundown-N Caixa-Calypso |
| 4-7  | Copa de les Nacions vila de Saguenay     | Canadà       | 2.Ncup | Johan Le Bon    | Equip nacional de França     |
| 7    | Commerce Bank International Championship | Estats Units | 1.HC   | André Greipel   | Columbia-High Road           |
| 7-21 | Volta a Colòmbia                         | Colòmbia     | 2.2    | José Rujano     | Gobernación del Zulia        |
| 9-14 | Tour de Beauce                           | Canadà       | 2.2    | Scott Zwizanski | Kelly Benefit Strategies     |
| 24-5 | Volta a Veneçuela                        | Veneçuela    | 2.2    | José Rujano     | Gobernación del Zulia        |

### Juliol de 2009
| Data | Cursa                                    | País   | Cat. | Vencedor            | Equip                      |
| ---- | ---------------------------------------- | ------ | ---- | ------------------- | -------------------------- |
| 4-12 | Tour de Martinica                        | França | 2.2  | Timothée Lefrançois | UC Nantes Atlantique       |
| 9    | Prova Ciclistica 9 de Julho              | Brasil | 2.2  | Bruno Tabanez       | São Lucas Saude            |
| 23   | Campionats panamericans - contrerellotge | Mèxic  | CC   | Juan Carlos López   | Equip nacional de Colòmbia |
| 24   | Campionats panamericans - cursa en línia | Mèxic  | CC   | Gregorio Ladino     | Equip nacional de Colòmbia |

### Agost de 2009
| Data  | Cursa                        | País   | Cat. | Vencedor       | Equip                 |
| ----- | ---------------------------- | ------ | ---- | -------------- | --------------------- |
| 7-9   | Volta de Campos              | Brasil | 2.2  | Breno Sidoti   | Scott-Marcondes Cesar |
| 7-16  | Tour de Guadalupe            | França | 2.2  | Nicolas Dumont | Only USL              |
| 23-30 | Volta a l'Estat de São Paulo | Brasil | 2.2  | Sérgio Ribeiro | Barbot-Siper          |

### Setembre de 2009
| Data  | Cursa              | País         | Cat. | Vencedor           | Equip                   |
| ----- | ------------------ | ------------ | ---- | ------------------ | ----------------------- |
| 7-13  | Tour de Missouri   | Estats Units | 2.HC | David Zabriskie    | Garmin-Slipstream       |
| 11-12 | Univest Grand Prix | Estats Units | 2.2  | Volodymyr Starchyk | Amore & Vita-McDonald's |

### Proves anul·lades
| Data         | Cursa                                | País         | Cat. | Motiu |
| ------------ | ------------------------------------ | ------------ | ---- | ----- |
| 28 nov-7 des | Tour de Santa Catarina               | Brasil       | 2.2  |       |
| 18-22 març   | Volta a la Província de Buenos Aires | Argentina    | 2.2  |       |
| 20-26 abril  | Volta a Geòrgia                      | Estats Units | 2.HC |       |
| 16 maig      | U.S. Cycling Open                    | Estats Units | 1.1  |       |
| 24 maig      | Tour de Leelanau                     | Estats Units | 1.2  |       |
| 2 juny       | Lehigh Valley Classic                | Estats Units | 1.1  |       |
| 4 juny       | Reading Classic                      | Estats Units | 1.1  |       |
| 4 juliol     | Tour de Kootenays 1                  | Canadà       | 1.2  |       |
| 5 juliol     | Tour de Kootenays 2                  | Canadà       | 1.2  |       |
| 19 juliol    | Clasico Ciudad de Caracas            | Veneçuela    | 1.2  |       |
| 8-13 agost   | Tour de Nova York                    | Estats Units | 2.2  |       |
| 21-23 agost  | The Colorado Stage Race              | Estats Units | 2.2  |       |

## Classificacions
| Pos | Ciclista                      | Equip                    | Punts |
| --- | ----------------------------- | ------------------------ | ----- |
| 1   | Gregorio Ladino (COL)         | Tecos Trek UAG           | 238   |
| 2   | José Rujano (VEN)             | -                        | 198   |
| 3   | Arnold Alcolea (CUB)          | -                        | 186   |
| 4   | Luis Fernando Sepúlveda (CHI) | -                        | 161   |
| 5   | José Serpa (COL)              | Serramenti-Androni       | 148   |
| 6   | Scott Zwizanski (USA)         | Kelly Benefit Strategies | 136   |
| 7   | Manuel Medina (VEN)           | -                        | 132   |
| 8   | Thor Hushovd (NOR)            | Cervélo TestTeam         | 127   |
| 9   | Gregory Brenes (CRC)          | CT Differdange           | 123   |
| 10  | Alfredo Lucero (ARG)          | -                        | 118   |

| Pos | Equip                         | País         | Punts |
| --- | ----------------------------- | ------------ | ----- |
| 1   | Serramenti-Androni Giocattoli | Veneçuela    | 440   |
| 2   | Tecos Trek UAG                | Mèxic        | 365   |
| 3   | Kelly Benefit Strategies      | Estats Units | 228   |
| 4   | Planet Energy                 | Canadà       | 225   |
| 5   | Rock Racing                   | Estats Units | 209   |
| 6   | Cervélo TestTeam              | Suïssa       | 153   |
| 7   | Barbot-Siper                  | Portugal     | 144   |
| 8   | Colombia es Pasion            | Colòmbia     | 142   |
| 9   | Colavita-Sutter Home          | Estats Units | 140   |
| 10  | Amore & Vita-McDonald's       | Estats Units | 125,3 |

| Pos | Ciclista     | Punts   |
| --- | ------------ | ------- |
| 1   | Colòmbia     | 1.466,3 |
| 2   | Veneçuela    | 989,69  |
| 3   | Estats Units | 779.2   |
| 4   | Argentina    | 580     |
| 5   | Brasil       | 555     |
| 6   | Canadà       | 484     |
| 7   | Cuba         | 403     |
| 8   | Uruguai      | 374     |
| 9   | Mèxic        | 269     |
| 10  | Costa Rica   | 263,6   |

| Pos | Ciclista     | Punts  |
| --- | ------------ | ------ |
| 1   | Colòmbia     | 522    |
| 2   | Estats Units | 421,18 |
| 3   | Veneçuela    | 145    |
| 4   | Costa Rica   | 128,8  |
| 5   | Canadà       | 124    |
| 6   | Uruguai      | 96     |
| 7   | Brasil       | 83     |
| 8   | Cuba         | 64     |
| 9   | Equador      | 57     |
| 10  | Mèxic        | 43     |